# مريم بنت عمران
مَرْيَمُ بِنْتُ عِمْرَانَ هي مريم «العذراء» «الصدّيقة» أم المسيح عيسى بن مريم، جاء ذكرها في القرآن في عدّة مواضع حتى أن هناك سورة باسمها، ذُكرت كذلك في السنة النبوية مما رُوي من أحاديث النبي محمد. شهد الله لها بالعفة وطهّرها واصطفاها على نساء العالمين، واصطفاها لمعجزة إلهية تمثلت بحملها بعيسى وولادته من غير أب. روي في كمالها عن النبي محمد أنه قال: «كمل من الرجال كثير، ولم يكمُل من النساء إلا آسيا امرأة فرعون، ومريم بنت عمران، وإن فضل عائشة على النساء كفضل الثريد على سائر الطعام» (رواه البخاري ومسلم).

## ولادتها
رُوي أنّ حنة بنت فاقوذا زوجة عمران كانت عاقراً لم تلد، إلى أن عجزت، فبينما هي في ظلّ شجرة أبصرت بطائر يطعم فرخاً له، فتحرّكت عاطفتها للولد وتمنّته فقالت: يا ربّ إنّ لك عليّ نذراً، شكراً لك، إن رزقتني ولداً أن أتصدّق به على بيت المقدس فيكون من خدمه. ﴿إِذْ قَالَتِ امْرَأَةُ عِمْرَانَ رَبِّ إِنِّي نَذَرْتُ لَكَ مَا فِي بَطْنِي مُحَرَّرًا فَتَقَبَّلْ مِنِّي إِنَّكَ أَنْتَ السَّمِيعُ الْعَلِيمُ ۝٣٥﴾ (سورة آل عمران، الآية 35).
وقد استجاب لها الله سبحانه، فحملت، وأثناء حملها توفي زوجها عمران.
أولى الامتحانات أن أمها، التي كانت ترجو أن ترزق غلاماً لتهبه لخدمة بيت المقدس رزقت بنتاً، والبنت لا تقوم بالخدمة في المسجد كما يقوم الرجل، وأسفت حنّة واعتذرت لله عزّ وجل فقالت: ﴿فَلَمَّا وَضَعَتْهَا قَالَتْ رَبِّ إِنِّي وَضَعْتُهَا أُنْثَى وَاللَّهُ أَعْلَمُ بِمَا وَضَعَتْ وَلَيْسَ الذَّكَرُ كَالْأُنْثَى وَإِنِّي سَمَّيْتُهَا مَرْيَمَ وَإِنِّي أُعِيذُهَا بِكَ وَذُرِّيَّتَهَا مِنَ الشَّيْطَانِ الرَّجِيمِ ۝٣٦﴾ (سورة آل عمران، الآية 36).
لكن الله سبحانه وتعالى قبل من حنّة النذر، وجعله نذراً مباركاً وهذا ما أشار إليه القرآن الكريم: ﴿فَتَقَبَّلَهَا رَبُّهَا بِقَبُولٍ حَسَنٍ وَأَنْبَتَهَا نَبَاتًا حَسَنًا وَكَفَّلَهَا زَكَرِيَّا كُلَّمَا دَخَلَ عَلَيْهَا زَكَرِيَّا الْمِحْرَابَ وَجَدَ عِنْدَهَا رِزْقًا قَالَ يَا مَرْيَمُ أَنَّى لَكِ هَذَا قَالَتْ هُوَ مِنْ عِنْدِ اللَّهِ إِنَّ اللَّهَ يَرْزُقُ مَنْ يَشَاءُ بِغَيْرِ حِسَابٍ ۝٣٧﴾ [آل عمران:37] (سورة آل عمران، الآية 37).

## نشأتها
ولدت مريم يتيمة فقد توفي والدها عمران وهي في بطن أمها حنة بنت فاقوذا. فكانت أمها لا تستطيع تربيتها لكبر سنها. فكان كل شخص يريد أن يحظى بكفالتها فعمران أبو مريم كان معلمهم ومن درسهم دينهم وذا أفضال عليهم. فاتفقوا أن يقفوا على مجرى النهر ويرموا أقلامهم (اختاروا القلم لأن أبو مريم كان يعلمهم بالقلم). آخر قلم يبقى في النهر دون أن ينجرف هو الذي يكفلها. فرموا أقلامهم، وجُرفت أقلامهم ووقف قلم زكريا أي أنه لم يكن آخر واحد ولكن وقف تماماً في النهر. فرموا مرة ثانية وحدث نفس ماحدث في المرة الأولى . رموا المرة الثالثة فوقف القلم في النهر مرة أخرى.
﴿ذَلِكَ مِنْ أَنْبَاءِ الْغَيْبِ نُوحِيهِ إِلَيْكَ وَمَا كُنْتَ لَدَيْهِمْ إِذْ يُلْقُونَ أَقْلَامَهُمْ أَيُّهُمْ يَكْفُلُ مَرْيَمَ وَمَا كُنْتَ لَدَيْهِمْ إِذْ يَخْتَصِمُونَ ۝٤٤﴾ (سورة آل عمران، الآية 44) فآواها الله عند زوج خالتها نبي الله زكريا، وكان هذا من رحمة الله بمريم ورعايته لها، قال تعالى: ﴿فَتَقَبَّلَهَا رَبُّهَا بِقَبُولٍ حَسَنٍ وَأَنْبَتَهَا نَبَاتًا حَسَنًا وَكَفَّلَهَا زَكَرِيَّا كُلَّمَا دَخَلَ عَلَيْهَا زَكَرِيَّا الْمِحْرَابَ وَجَدَ عِنْدَهَا رِزْقًا قَالَ يَا مَرْيَمُ أَنَّى لَكِ هَذَا قَالَتْ هُوَ مِنْ عِنْدِ اللَّهِ إِنَّ اللَّهَ يَرْزُقُ مَنْ يَشَاءُ بِغَيْرِ حِسَابٍ ۝٣٧﴾ (سورة آل عمران، الآية 37).
شبّت مريم وبيتها المسجد، وخلوتها فيه، وبلطف الله بها كان الطعام يأتيها من الغيب، وكلما زارها النبي زكريا، وجد عندها رزقاً، فكان يسأل عن مصدر هذا الرزق لأنه هو كافلها، فتقول له: ﴿فَتَقَبَّلَهَا رَبُّهَا بِقَبُولٍ حَسَنٍ وَأَنْبَتَهَا نَبَاتًا حَسَنًا وَكَفَّلَهَا زَكَرِيَّا كُلَّمَا دَخَلَ عَلَيْهَا زَكَرِيَّا الْمِحْرَابَ وَجَدَ عِنْدَهَا رِزْقًا قَالَ يَا مَرْيَمُ أَنَّى لَكِ هَذَا قَالَتْ هُوَ مِنْ عِنْدِ اللَّهِ إِنَّ اللَّهَ يَرْزُقُ مَنْ يَشَاءُ بِغَيْرِ حِسَابٍ ۝٣٧﴾ (سورة آل عمران، الآية 37) وطوال تلك المدة كانت مريم، وهي المنذورة المقيمة في المحراب، فتاة عابدة قانتة في خلوة المسجد تحيي ليلها بالذكر والعبادة والصلاة والصوم.

## نزول الملائكة وجبريل
تمهيد مريم لهذه المعجزة. بدأت الملائكة تكلم مريم وهذا اصطفاء آخر
﴿وَإِذْ قَالَتِ الْمَلَائِكَةُ يَا مَرْيَمُ إِنَّ اللَّهَ اصْطَفَاكِ وَطَهَّرَكِ وَاصْطَفَاكِ عَلَى نِسَاءِ الْعَالَمِينَ ۝٤٢ يَا مَرْيَمُ اقْنُتِي لِرَبِّكِ وَاسْجُدِي وَارْكَعِي مَعَ الرَّاكِعِينَ ۝٤٣﴾ ثم نزول جبريل وهي معتكفة تعبد الله على هيئة رجل ليبشرها بالمسيح ولدًا لها ﴿فَاتَّخَذَتْ مِنْ دُونِهِمْ حِجَابًا فَأَرْسَلْنَا إِلَيْهَا رُوحَنَا فَتَمَثَّلَ لَهَا بَشَرًا سَوِيًّا ۝١٧﴾ (سورة مريم، الآية 17) ففزعت منه، ﴿قَالَتْ إِنِّي أَعُوذُ بِالرَّحْمَنِ مِنْكَ إِنْ كُنْتَ تَقِيًّا ۝١٨ قَالَ إِنَّمَا أَنَا رَسُولُ رَبِّكِ لِأَهَبَ لَكِ غُلَامًا زَكِيًّا ۝١٩ قَالَتْ أَنَّى يَكُونُ لِي غُلَامٌ وَلَمْ يَمْسَسْنِي بَشَرٌ وَلَمْ أَكُ بَغِيًّا ۝٢٠ قَالَ كَذَلِكِ قَالَ رَبُّكِ هُوَ عَلَيَّ هَيِّنٌ وَلِنَجْعَلَهُ آيَةً لِلنَّاسِ وَرَحْمَةً مِنَّا وَكَانَ أَمْرًا مَقْضِيًّا ۝٢١﴾ (سورة مريم، الآيات 18-21).

## حمل مريم بعيسى ووضعه
بعد أن حملت مريم، وبدأ الحمل يظهر عليها، خرجت من محرابها في بيت المقدس إلى مكان تتوارى فيه عن أعين الناس حتى لا تلفت الأنظار ﴿فَحَمَلَتْهُ فَانْتَبَذَتْ بِهِ مَكَانًا قَصِيًّا ۝٢٢﴾ (سورة مريم، الآية 22). فجاءها المخاض إلى جذع النخلة وهي وحيدة، فتضع حملها ولا أحد إلى جانبها يعتني بها ويواسيها وقد اجتمعت كل هذه الهموم والمصاعب على السيدة مريم، وهي من هي في عالم الايمان والتقوى، حتى وصل الأمر بها إلى أن تتمنّى الموت كما أشار القرآن الكريم: ﴿فَأَجَاءَهَا الْمَخَاضُ إِلَى جِذْعِ النَّخْلَةِ قَالَتْ يَا لَيْتَنِي مِتُّ قَبْلَ هَذَا وَكُنْتُ نَسْيًا مَنْسِيًّا ۝٢٣﴾ (سورة مريم، الآية 23).
الله سبحانه وتعالى لا يترك من آمن ولجأ اليه خاصة سيدتنا مريم التي اصطفاها الله عز وجل بهذه المعجزة.فأنطق الله وليدها وكان أول مانطق به عيسى بأن تنظر تحتها فتجد عين ماء جارية. ﴿فَنَادَاهَا مِنْ تَحْتِهَا أَلَّا تَحْزَنِي قَدْ جَعَلَ رَبُّكِ تَحْتَكِ سَرِيًّا ۝٢٤﴾ (سورة مريم، الآية 24) وأن تنظر لأعلى فتجد في النخل رُطباً ﴿وَهُزِّي إِلَيْكِ بِجِذْعِ النَّخْلَةِ تُسَاقِطْ عَلَيْكِ رُطَبًا جَنِيًّا ۝٢٥﴾ (سورة مريم، الآية 25) وهذه من المعجزات فهذا جدول ماء رقراق يفجّره الله لها، وها هي، وهي ضعيفة من آثار الولادة، تستطيع أن تهزّ جذع النخلة فيتساقط عليها الرطب جنياَ.
قال تعالى: ﴿وَالَّتِي أَحْصَنَتْ فَرْجَهَا فَنَفَخْنَا فِيهَا مِنْ رُوحِنَا وَجَعَلْنَاهَا وَابْنَهَا آيَةً لِلْعَالَمِينَ ۝٩١﴾ (سورة الأنبياء، الآية 91). في سورة الأنبياء لم يذكر اسم مريم بينما ذكره في سورة التحريم ﴿وَمَرْيَمَ ابْنَتَ عِمْرَانَ الَّتِي أَحْصَنَتْ فَرْجَهَا فَنَفَخْنَا فِيهِ مِنْ رُوحِنَا وَصَدَّقَتْ بِكَلِمَاتِ رَبِّهَا وَكُتُبِهِ وَكَانَتْ مِنَ الْقَانِتِينَ ۝١٢﴾ [التحريم:12] (سورة التحريم، الآية 12). والسبب في ذلك هو أن السياق في سورة الأنبياء كان في ذكر الأنبياء (إبراهيم، لوط، موسى، وزكريا ويحيى) ثم قال (والتي أحصنت فرجها) دون أن يُصرّح باسمها، لأن السياق في ذكر الأنبياء وهي ليست نبيّة، أما في سورة التحريم فذكر اسمها لأن السياق كان في ذكر النساء ومنهم (امرأة فرعون، امرأة لوط وامرأة نوح) فناسب ذكر اسمها حيث ذكر النساء. والتصريح بالاسم يكون للمدح إذا كان في المدح وللذمّ إذا كان في الذّم. ونلاحظ في سورة التحريم أنها من أعلى المذكورات في سياق النساء، ولهذا ذكر اسمها من باب المدح. أما في سورة الأنبياء فهي أقلّ المذكورين في السورة منزلة، أي الأنبياء، فلم يذكر اسمها.....ونسأل أيهما أخصّ في التعبير (ومريم ابنت عمران التي أحصنت فرجها) في سورة التحريم أو (والتي أحصنت فرجها) في سورة الأنبياء؟. فنقول أن الأخصّ (مريم ابنت عمران)، وقوله تعالى (فنفخنا فيها من روحنا) في الأنبياء أعمّ من (نفخنا فيه) وأمدح. إذن مريم ابنت عمران أخصّ من التي أحصنت فرجها فذكر الأخصّ مع الأخصّ (فنفخنا فيه) وجعل العام مع العام (فنفخنا فيها).
قال ابن عباس رضي الله عنهما: كان الحمل والولادة في ساعة واحدة، وقيل: في تسعة أشهر، وقيل ثمانية أشهر، وقيل: ستة أشهر، وقال مقاتل: حملته مريم في ساعة، وصور في ساعة، ووضعته في ساعة، وعمرها إذ ذاك عشر سنين، ولما ولدته حملته في الحال إلى قومها فأنكروا عليها. وذلك قوله تعال: (يا أُختَ هارونَ ما كانَ أبوكِ امرأ سوءٍ وما كانت أمُّكِ بغيَّاً) فلما سمعت إنكارهم وقولهم (فأشارتْ إليهِ) أي كلموه (قالوا كيفَ نكلِّمُ من كان في المهد صبياً) فقال له زكريا عليه السلام: أنطق بحجتك إن كنت أمرت بها. وقيل لماسمع عيسى عليه السلام كلامهم وإنكارهم اتكأ على يساره، وترك الرضاع وأقبل عليهم يشير بيمينه﴿قَالَ إِنِّي عَبْدُ اللَّهِ آتَانِيَ الْكِتَابَ وَجَعَلَنِي نَبِيًّا ۝٣٠ وَجَعَلَنِي مُبَارَكًا أَيْنَ مَا كُنْتُ وَأَوْصَانِي بِالصَّلَاةِ وَالزَّكَاةِ مَا دُمْتُ حَيًّا ۝٣١ وَبَرًّا بِوَالِدَتِي وَلَمْ يَجْعَلْنِي جَبَّارًا شَقِيًّا ۝٣٢ وَالسَّلَامُ عَلَيَّ يَوْمَ وُلِدْتُ وَيَوْمَ أَمُوتُ وَيَوْمَ أُبْعَثُ حَيًّا ۝٣٣﴾ [مريم:30–33] (سورة مريم، الآيات 30-33). فلما كلمهم صدقوا وعلموا براءة مريم، عليها السلام. ثم سكت عيسى بعد ذلك فلم يتكلم حتى بلغ المدة التي يتكلم فيها الصبيان.
وذكر في كتاب «كشف الأسرار»: أن أسماء عيسى عليه السلام أربعة: عيسى، وكلمة، ومسيح، وروح، فعيسى هو: الأبيض في اللغة، ويقال: غير هذا الاشتقاق له. وروح لأنه من ريح جبرائيل، ويقال: لا بل خرج من الماء من تربة أمه إلى رحمها بنفخة جبرائيل، وهو من الماء لا من الريح، ويقال: ولد من ساعته، ويقال: لثمانية أشهر، ويقال: للمدة الكاملة، وأما تسميته كلمة فلأنه صار بكلمة مخلوقاً وسماه مسيحاً لأنه كان يسيح في الأرض، ويقال: ولد ممسوحاً بالدهن، ويقال: لأنه كان يمسح الضر عن الأعمى والأكمه والأبرص ويقال: المسيح الذي لا يكون لقدميه أخمص. وفيه أيضاً: لما أمرها بهز جذع النخلة بقوله تعالى: (وهزِّيَ إليكِ بجذعِ النَّخلةِ تساقطْ عليكِ رطباً جنيّاً) قيل: لأنها من ولد بغير أب فقال لها ذلك، فهزت بجذع يابسة بلا فحل ولا طلح طلع، لها أربع عجائب: الرطب من نخل يابس بلا فحل كيلا تعجب من ولد بغير أب ولا مس. وفيه أيضاً، لم أجري النهر بغير سعيها ولم يعطها الرطب إلا بسعيها؟ قيل: لان الرطب غذاء وشهوة. والماء سبب للطهارة والخدمة، ويقال: لما كانت وحيدة بعث إليها طعاماً من الجنة بلا سبب، فلما ولدت جاءت الواسطة فأمرها بهز النخلة. وذكر في «تاريخ ابن الوردي» ناقلاً من «الكامل» لابن الأثير قال: ولدت مريم عيسى في بيت لحم سنة أربع وثلاثمائة لغلبة الاسكندر، ولهبوط آدم عليه السلام خمسة آلاف وخمسمائة وأربع وثمانون، ولطوفان نوح عليه السلام ثلاث آلاف وثلاثمائة واثنتان وأربعون سنة، ولمولد إبراهيم عليه السلام ألفان ومائتان وإحدى وستون، ولوفاة موسى عليه السلام ألف وسبعمائة وست عشرة سنة، ولابتداء ملك بخت نصر سبعمائة وثمان وثلاثون سنة، وقبل الهجرة بستمائة وإحدى وثلاثين سنة، ولما ولدته أتت به قومها تحمله فأخذوا الحجارة ليرموها ويرجموها فتكلم عيسى وهو في المهد معلقاً في منكبها (قال إني عبد الله..) الآية، فلما سمعوا كلام عيسى تركوها، فأخذته مريم وسارت به إلى مصر مع ابن عمها يوسف النجار ابن يعقوب، وزعم بعضهم أن يوسف تزوج مريم، ولم يقربها، ويوسف هذا هو أول من أنكر حملها ثم تحقق براءتها وسار معها، فأقاما في مصر اثنتي عشرة سنة، ثم عاد عيسى وأمه إلى الشام ونزلا الناصرة وبها سميت النصارى، وأقام بها حتى أرسل وقد صار له من العمر ثلاثون سنة، وابتدأ بالدعوة لستة أيام خلت من كانون الثاني، وأظهر المعجزات، وأحيا عازر بعد موته بثلاثة أيام، ولبس الصوف والشعر، وأكل من نبات الأرض، وبما تقوت من غزل أمه، وجعل من الطين طيراً، وأبرأ الأكمه والأبرص، ومشى على الماء.
والحواريون الذين اتبعوه اثنا عشر، وهم: شمعون الصفا، وشمعون القناني، ويعقوب بن زيدي، ويعقوب بن خلفي، وقولوس، ومارقوس، واندراوس، وتمريللا، ويوحنا، ولوقا، وتوما، ومتى.

## رجوعها بالمسيح إلى قومها بعد وضعه
وانطلقت إلى قومها. ﴿فَأَتَتْ بِهِ قَوْمَهَا تَحْمِلُهُ قَالُوا يَا مَرْيَمُ لَقَدْ جِئْتِ شَيْئًا فَرِيًّا ۝٢٧ يَا أُخْتَ هَارُونَ مَا كَانَ أَبُوكِ امْرَأَ سَوْءٍ وَمَا كَانَتْ أُمُّكِ بَغِيًّا ۝٢٨ فَأَشَارَتْ إِلَيْهِ قَالُوا كَيْفَ نُكَلِّمُ مَنْ كَانَ فِي الْمَهْدِ صَبِيًّا ۝٢٩﴾ (سورة مريم، الآيات 27-29) فأنطق الله بقدرته المسيح ﴿قَالَ إِنِّي عَبْدُ اللَّهِ آتَانِيَ الْكِتَابَ وَجَعَلَنِي نَبِيًّا ۝٣٠ وَجَعَلَنِي مُبَارَكًا أَيْنَ مَا كُنْتُ وَأَوْصَانِي بِالصَّلَاةِ وَالزَّكَاةِ مَا دُمْتُ حَيًّا ۝٣١ وَبَرًّا بِوَالِدَتِي وَلَمْ يَجْعَلْنِي جَبَّارًا شَقِيًّا ۝٣٢ وَالسَّلَامُ عَلَيَّ يَوْمَ وُلِدْتُ وَيَوْمَ أَمُوتُ وَيَوْمَ أُبْعَثُ حَيًّا ۝٣٣﴾ (سورة مريم، الآيات 30-33). فَعَلَتِ الدهشةُ وجوهَ القوم، وظهرت براءة مريم، فانشرح صدرها، وحمدت الله على نعمته.

## الهجرة
هاجرت به مريم إلى مصر وتَرَّبى فيها المسيح. لأن أعداء الله من اليهود خافوا على عرشهم وثرواتهم، فبعث ملكهم جنوده ليقتلوا هذا الوليد المبارك.[بحاجة لمصدر] ﴿وَلَقَدْ آتَيْنَا مُوسَى الْكِتَابَ وَقَفَّيْنَا مِنْ بَعْدِهِ بِالرُّسُلِ وَآتَيْنَا عِيسَى ابْنَ مَرْيَمَ الْبَيِّنَاتِ وَأَيَّدْنَاهُ بِرُوحِ الْقُدُسِ أَفَكُلَّمَا جَاءَكُمْ رَسُولٌ بِمَا لَا تَهْوَى أَنْفُسُكُمُ اسْتَكْبَرْتُمْ فَفَرِيقًا كَذَّبْتُمْ وَفَرِيقًا تَقْتُلُونَ ۝٨٧﴾ (سورة البقرة، الآية 87). وفي قوله تعالى: ﴿وَإِذَا قِيلَ لَهُمْ آمِنُوا بِمَا أَنْزَلَ اللَّهُ قَالُوا نُؤْمِنُ بِمَا أُنْزِلَ عَلَيْنَا وَيَكْفُرُونَ بِمَا وَرَاءَهُ وَهُوَ الْحَقُّ مُصَدِّقًا لِمَا مَعَهُمْ قُلْ فَلِمَ تَقْتُلُونَ أَنْبِيَاءَ اللَّهِ مِنْ قَبْلُ إِنْ كُنْتُمْ مُؤْمِنِينَ ۝٩١﴾ (سورة البقرة، الآية 91).

## العودة إلى فلسطين وحياتها زمن بعثة عيسى
عادت إلى فلسطين بعد موت الملك الطاغية، وظلت فيها حتى بعث الله تعالى المسيح برسالته، فشاركته أمه أعباءها، وأعباء اضطهاد اليهود له وكيدهم به، حتى إذا أرادوا قتله، أنقذه الله من بين أيديهم، وألقى شَبَهَهُ على أحد تلاميذه الخائنين وهو يهوذا الإسخريوطي، فأخذه اليهود فصلبوه حيا.[بحاجة لمصدر] بينما رفع الله عيسى إليه مصدقًا لقوله تعالى: ﴿وَقَوْلِهِمْ إِنَّا قَتَلْنَا الْمَسِيحَ عِيسَى ابْنَ مَرْيَمَ رَسُولَ اللَّهِ وَمَا قَتَلُوهُ وَمَا صَلَبُوهُ وَلَكِنْ شُبِّهَ لَهُمْ وَإِنَّ الَّذِينَ اخْتَلَفُوا فِيهِ لَفِي شَكٍّ مِنْهُ مَا لَهُمْ بِهِ مِنْ عِلْمٍ إِلَّا اتِّبَاعَ الظَّنِّ وَمَا قَتَلُوهُ يَقِينًا ۝١٥٧ بَلْ رَفَعَهُ اللَّهُ إِلَيْهِ وَكَانَ اللَّهُ عَزِيزًا حَكِيمًا ۝١٥٨﴾ (سورة النساء، الآيتين 157 و158).
ولما رفعه الله إلى السماء وقال اليهود ما قالوا، أنزله الله من السماء إلى أمه مريم وهي تبكي عليه، فقال لها: إن الله رفعني إليه، ولم يصبني إلا الخير وأمرها فجمعت له الحواريين فبثهم في الأرض رسلاً عن الله. ثم رفعه الله تعالى وتفرق الحواريون. وكان رفعه لمضي ثلاثمائة وست وثلاثين من غلبة الاسكندر، وكان بين رفع عيسى ومولد النبي صلى الله عليه وسلم خمسمائة وخمس وأربعون سنة تقريباً.[بحاجة لمصدر]
وعاشت مريم عليها السلام ثلاثاً وخمسين سنة، وحملت بالمسيح ولها ثلاث عشرة سنة، وحاضت قبل حملها حيضتين، وعاشت مجتمعه معه ثلاثاً وثلاثين سنة، وبقيت بعد رفعه ست سنين.
وكان ملك اليهود الذي هم بقتل عيسى اسمه هردوس. قال ابن سعيد: وكانت اليهود قد جدت في طلبه فحضر بعض الحواريين إلى هردوس ملك اليهود، وقال له ولجماعة اليهود، ما تجعلون لي إذا دللتكم على المسيح. فجعلوا له ثلاثين درهماً فأخذها ودلهم عليه فرفع الله المسيح إليه وألقى شبهه على الذي دلهم عليه، فقبضه اليهود وربطوه بحبل وقادوه ويقولون له: أنت كنت تحيي الموتي، أفلا تخلص نفسك من هذا الحبل ويبصقون في وجهه، ويلقون عليه الشوك وهو يستغيث بهم ويقول لهم: أنا فلان وهم لا يصدقونه وصلبوه على الخشبة ست ساعات ثم استوهبه يوسف النجار من هردوس ودفنه في قبر كان يوسف قد أعده لنفسه ثم ظهر لهم أنه هو الحواري الذي دل على عيسى، وأنزل الله عيسى على أمه وهي تبكي واجتمع بالحواريين وبعثهم رسلاً إلى البلاد.[بحاجة لمصدر]

## وفاتها
توفيت مريم بعد رفع عيسى بخمس سنوات، وكان عمرها حينئذ ثلاثًا وخمسين سنة، ويقال: إن قبرها في أرض دمشق.[بحاجة لمصدر]

## تمييز الله لها عن نساء العالمين
- هي الوحيدة التي تحمل وتلد وهي عذراء وهذه معجزتها من الله للعالمين تذكيراً بأن الله هو الخالق وتذكيراً للناس بخلق أول البشر آدم. ﴿وَمَرْيَمَ ابْنَتَ عِمْرَانَ الَّتِي أَحْصَنَتْ فَرْجَهَا فَنَفَخْنَا فِيهِ مِنْ رُوحِنَا وَصَدَّقَتْ بِكَلِمَاتِ رَبِّهَا وَكُتُبِهِ وَكَانَتْ مِنَ الْقَانِتِينَ ۝١٢﴾[13] (سورة التحريم، الآية 12).
- هي الوحيدة التي سميت سورة باسمها وذكرها الله باسمها في القرآن وهي سيدة نساء العالمين.
- قال ابن عباس: خط رسول الله صلى الله عليه وسلم في الأرض أربعة أخطط ثم قال: « تدرون ما هذا؟ » قالوا: الله ورسوله أعلم. قال: « أفضل نساء أهل الجنة: خديجة بنت خويلد وفاطمة بنت محمد ومريم ابنة عمران وآسية بنت مزاحم امرأة فرعون ».[20][21][22]

## معرض صور

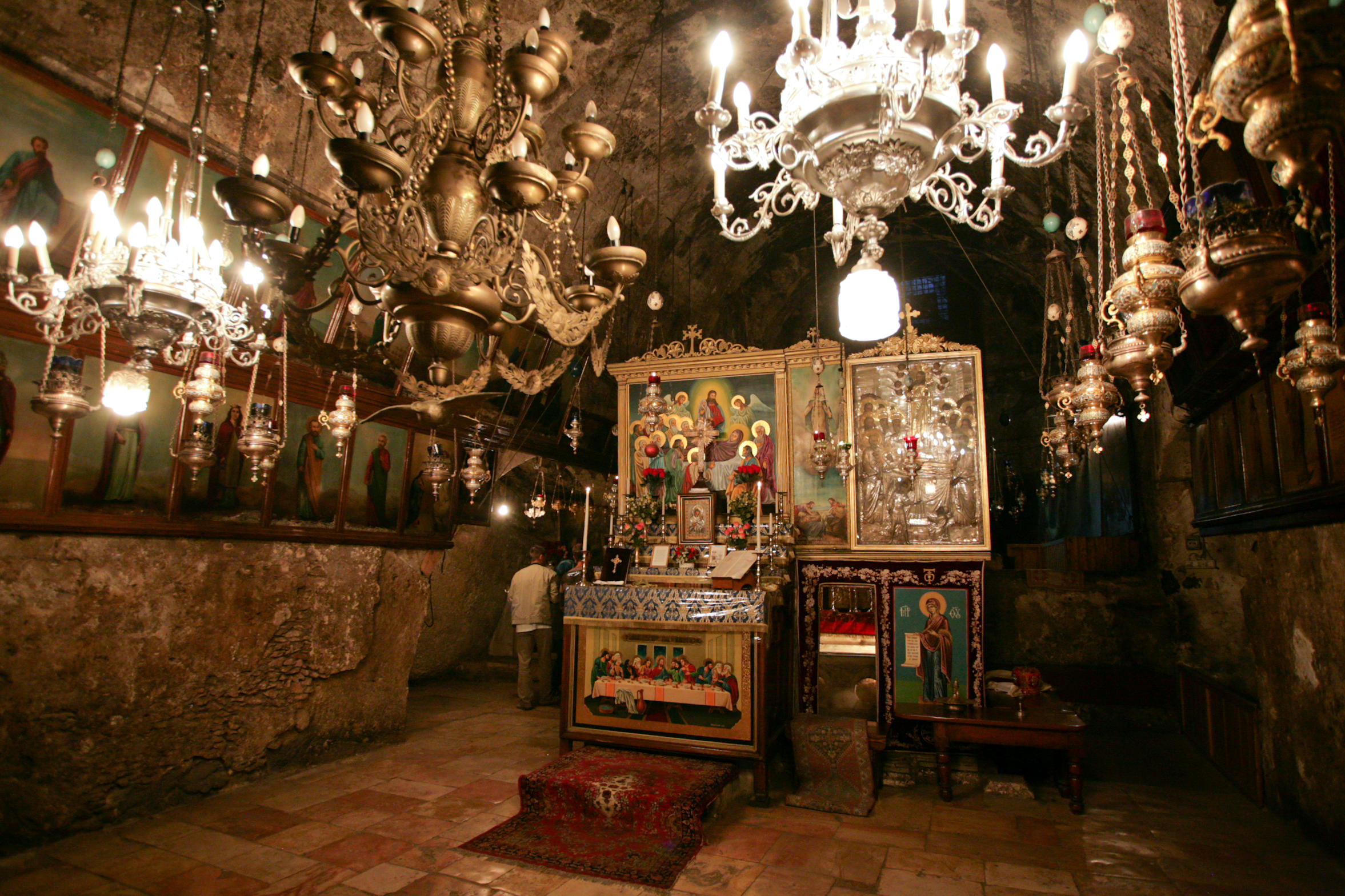
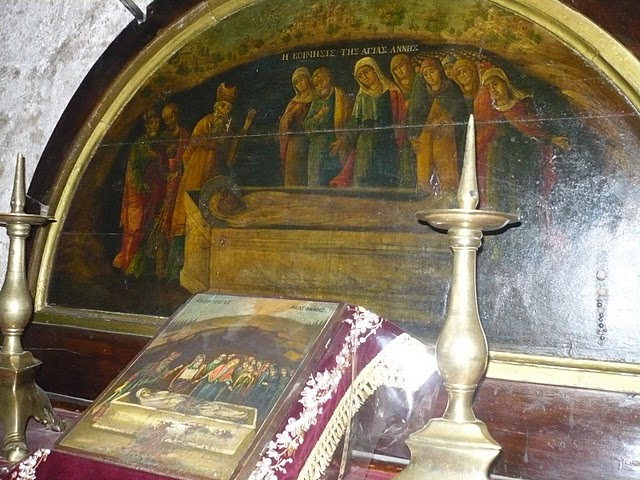
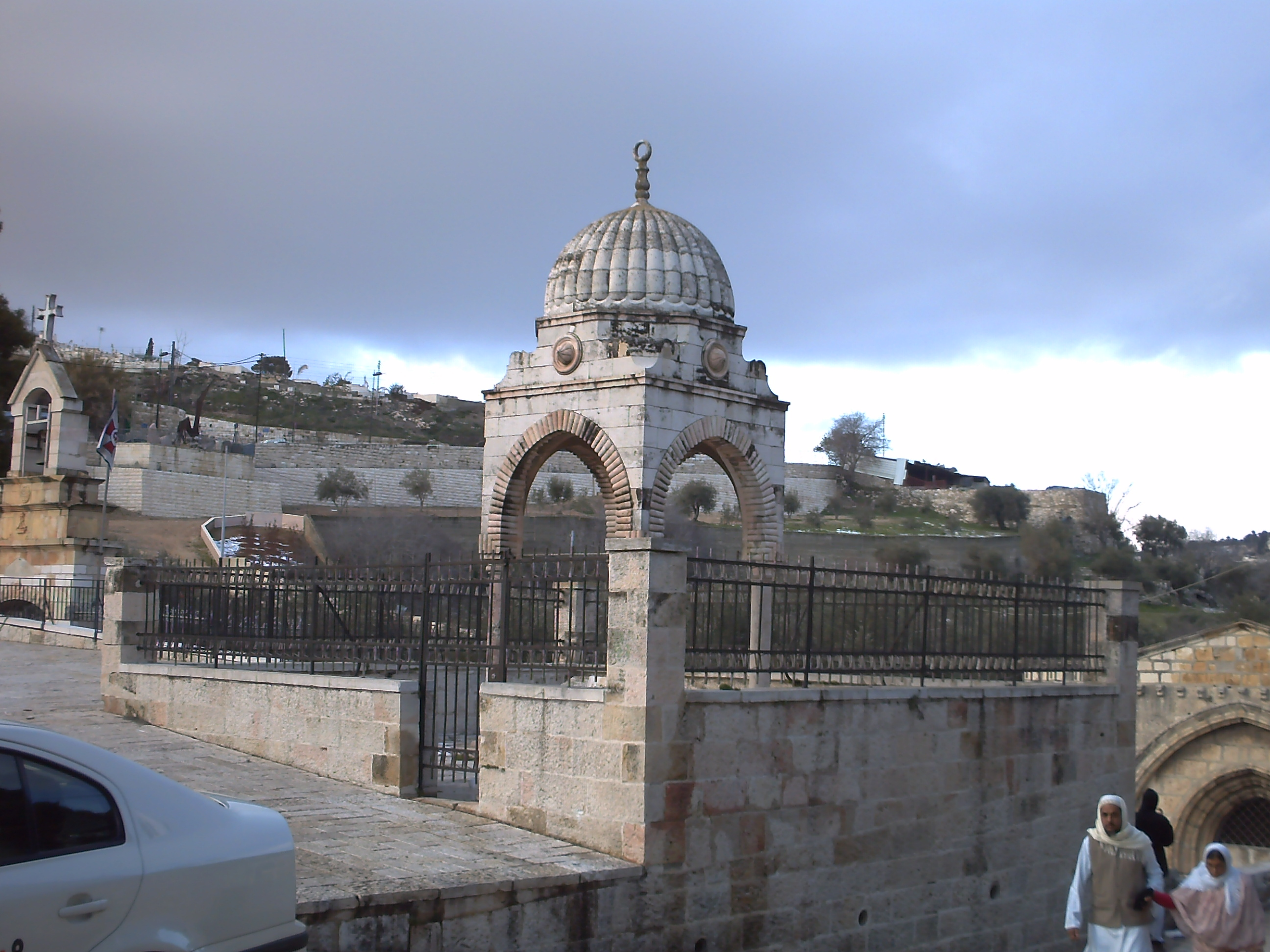

## طالع كذلك
- عيسى بن مريم
- عمران
- زكريا
- إليصابات
- يحيى
- حنة (أم مريم العذراء) عليها السلام
- سيدة نساء العالمين
- قوليريديانية